# Topomyia
Topomyia is een muggengeslacht uit de familie van de steekmuggen (Culicidae).

## Soorten
- T. aenea Thurman, 1959
- T. angkoris Klein, 1977
- T. apsarae Klein, 1977
- T. argentoventralis Leicester, 1908
- T. argyropalpis Leicester, 1908
- T. aureoventer (Theobald, 1910)
- T. auriceps Brug, 1939
- T. bambusaihole Dong, Zhou & Dong, 1997
- T. bannaensis Gong & Lu, 1995
- T. baolini Gong, 1989
- T. barbus Baisas, 1946
- T. bifurcata Dong, Wang & Lu, 1995
- T. cabrerai Miyagi, Toma & Rivera, 1983
- T. cristata Thurman, 1959
- T. chaii Miyagi & Toma, 2012
- T. danaraji Ramalingam, 1988
- T. dejesusi Baisas & Feliciano, 1953
- T. dubitans Leicester, 1908
- T. dulongensis Gong & Lu, 1995
- T. gracilis Leicester, 1908
- T. hardini Miyagi, Toma & Ramalingam, 1989
- T. hernandoi Baisas & Feliciano, 1953
- T. hirtusa Gong, 1989
- T. houghtoni Feng, 1941
- T. inclinata Thurman, 1959
- T. irianensis Miyagi & Toma, 1997
- T. javaensis Miyagi & Toma, 1995
- T. katibasensis Miyagi & Toma, 2012
- T. kelabitensis Miyagi & Toma, 2010
- T. lehcharlesi Miyagi & Toma, 2008
- T. leucotarsis Thurman, 1959
- T. lindsayi Thurman, 1959
- T. longisetosa Gong, 1994
- T. malaysiensis Ramalingam & Banu, 1987
- T. margina Gong & Lu, 1995
- T. mengi Dong, Wang & Lu, 1990

- T. minor Leicester, 1908
- T. nepenthicola Miyagi & Toma, 2007
- T. nicksoni Miyagi & Toma, 2012
- T. nigra Leicester, 1908
- T. papuensis Marks, 1960
- T. pilosa Brug, 1931
- T. pseudoauriceps Miyagi & Toma, 2010
- T. pseudobarbus Baisas, 1946
- T. pseudoleucotarsis Thurman, 1959
- T. roslihashimi Miyagi & Toma, 2005
- T. rubithoracis Leicester, 1908
- T. sabahensis Ramalingam & Ramakrishna, 1988
- T. spathulirostris Edwards, 1923
- T. spinophallus Zhou, Zhu & Lu, 1999
- T. svastii Thurman, 1959
- T. sylvatica Lu, Dong & Wang, 1986
- T. tenuis Edwards, 1922
- T. tipuliformis Leicester, 1908
- T. trifida Edwards, 1922
- T. tumetarsalis Chen & Zhang, 1988
- T. unispinosa Thurman, 1959
- T. vijayae Ramalingam, 1975
- T. winter Dong, Wu & Mao, 2006
- T. yanbarensis Miyagi, 1976
- T. yanbareroides Dong & Miyagi, 1995
- T. yongi Miyagi, Toma & Ramalingam, 1991
- T. zhangi Gong, 1991